# Двери восприятия
«Двери восприятия» (англ. The Doors of Perception) — эссе английского писателя и философа Олдоса Хаксли (1954), описывающего свой опыт употребления мескалина. Эссе послужило толчком к массовому изучению «расширения границ восприятия» под действием психоделиков, оказав таким образом значительное влияние на социальные и культурные процессы второй половины XX века. Неоднократно издавалась на русском языке.

## Краткое содержание
В качестве эпиграфа писатель взял строки из поэмы «Бракосочетание Рая и Ада» английского поэта XVIII века Уильяма Блейка: «If the doors of perception were cleansed, every thing would appear to man as it is: infinite». В русском переводе Максима Немцова (1991) эта фраза звучит так: «Если бы двери восприятия были чисты, всё предстало бы человеку таким, как оно есть — бесконечным».
Эссе написано в форме воспоминания Хаксли о своих ощущениях после приёма приблизительно 0,4 грамма мескалина в 11:00 одним из майских дней 1953 года. Оно начинается с краткого обзора истории открытия и изучения мескалина и некоторых сходных по своему действию галлюциногенов. Далее, после рассуждений о влиянии имеющегося у человека опыта на его восприятие окружающей действительности: «Мы можем собирать информацию об опыте, но никогда не сам опыт», Хаксли переходит к описанию собственных ощущений, вызванных действием психоделика: «Я видел то, что видел Адам в утро своего сотворения — мгновение за мгновением, чудо обнажённого существования». Хаксли отмечает усиление восприятия цветов, искажение пространственной перспективы, исчезновение понятия времени… Все окружающие предметы предстают перед ним в своей первозданной «есть-ности», в мельчайших деталях, оторванные от связанных с ними понятий, бесконечные в своей значимости. Он употребляет термины «сакраментальное видение реальности», «Внутренний Свет».
Далее автор переходит к описанию психо-физиологических аспектов воздействия наркотика, вводя понятие мозгового редуцирующего клапана. По его мнению, поток информации, поступающей в мозг, ограничивается этим клапаном, мескалин же помогает открыть его, заставляя мозг воспринимать окружающее во всей полноте своей «таковости», позволяя принявшему его увидеть мир глазами Ван Гога или Вордсворта. Хаксли проводит параллели между изменением восприятия от приёма мескалина и визионерским восприятием, свойственным некоторым художникам и религиозным деятелям. После подробного описания своих ощущений Хаксли переходит к рассуждениям о возможности замены алкоголя и табака (вред от которых очевиден) на мескалин : «Для большинства людей мескалин почти безвреден. В отличие от алкоголя, он не ведёт принимающего его ни к каким неконтролируемым действиям, которые оканчиваются драками, насилием и дорожными происшествиями. Человек под воздействием мескалина тихо занимается своим делом».
В заключении Хаксли пишет, что мескалин не необходим, но полезен, особенно для интеллектуала, который может стать жертвой слов и символов. Несмотря на важность систематических рассуждений, прямое восприятие, по его мнению, не менее важно. Наконец, Хаксли утверждает, что человек, попробовавший мескалин, изменится к лучшему.

## Критика Захнера
Одним из первых критиков «Дверей восприятия» был Роберт Захнер, профессор Оксфордского университета. В своей книге «Mysticism Sacred and Profane» Захнер признаёт важность книги для людей, увлечённых изучением религий, но указывает на непоследовательность и внутренние противоречия.
Захнер заключает, что восприятие Хаксли под мескалином подвержено его познаниям в буддизме. Таким образом, опыт может быть другим для людей, принявших наркотик не имея такого культурного фона, из чего следует, что они испытают сенсационную трансформацию.
Критике подверглось также найденное Захнером (по крайней мере, как ему показалось) утверждение Хаксли об использовании наркотиков (включая алкоголь) всеми религиями в своих ритуалах.
Констатация схожести ощущений от приёма мескалина, маниакального синдрома и явлений Бога святым наводит Захнера на мысль, что святые визионеры ничем не должны отличаться от лунатиков. Однако, утверждает Захнер, этот опыт отличается от религиозно-мистического опыта человека, поглощённого Богом, совершенно отличного от объективного мира.
Приложения к «Mysticism Sacred and Profane» включают три описания опыта приёма мескалина, включая опыт самого Захнера. Он пишет, что перенёсся в мир бессмысленности и фарса, и отмечает, что опыт был интересный и весёлый, но не религиозный.

### Ответ Хаксли и Хьюстона Смита
Хаксли ответил Захнеру в статье, опубликованной в 1961 году: «Для большинства из тех, кто имел подобный опыт, его значение самоочевидно. Для доктора Захнера, автора Mysticism, Sacred and Profane, их преднамеренное введение расценивается как аморальное. На что его коллега, профессор Прайс, отвечает: „Говорите за себя!“».
Профессор религии и философии Хьюстон Смит утверждает, что субстанции, изменяющие сознание, были связаны с религиями по всему миру и на протяжении всей истории, и также, возможно, что многие религии ведут от них своё происхождение, что впоследствии забывается.
Осознавая, что личность, подготовка и окружение — всё играет роль в эффекте от наркотика, Хьюстон Смит обращает внимание на то, что религиозные переживания от подобного опыта не ограничиваются предшествующими религиозными познаниями Хаксли. Из того, что опыт Захнера не был религиозным, ещё не следует, что этого не может быть вообще.

## В массовой культуре
- Книга Хаксли вдохновила молодого Джима Моррисона назвать свою группу The Doors.[8]
- Греческий композитор Kyriakos Sfetsas основал свои «Four pieces for two pianos» (1986) на «The doors», с соответствующими названиями для каждой части.
- Стивен Кинг в «Тёмной башне» описал мескалин, а именно употребление его главным героем книги, как часть магического ритуала (Книга 1 — Стрелок). В последующем главный герой проходит через двери между мирами, которые только он может открыть (Книга 2 — Извлечение троих).
- Именно эту книгу читает в автобусе автор комиксов Marvel — Стэн Ли — в фильме «Доктор Стрэндж».